# Isidro Bejarano
Isidro Bejarano (Solares, Medio Cudeyo, Cantàbria, 19 de novembre de 1913 - m. 1970) fou un ciclista espanyol, que fou professional entre els principis del 1941 fins al 1946. El seu principal èxit fou una victòria en una etapa del Circuito Castilla-León-Asturias del 1943 i un 3r lloc final a la Volta a Llevant del mateix any.

## Palmarès
- 1943
  - 1r a la Prova de Legazpi
  - Vencedor d'una etapa del Circuit Castilla-León-Asturias

### Resultats a la Volta a Espanya
- 1942. 8è de la classificació general.